# Maria Lühr
Maria Lühr (* 2. April 1874 in Horsbüll; † 1969 in Berlin) war Lehrerin, Autorin, Übersetzerin, Kunststickerin und die erste deutsche Buchbindemeisterin.

## Leben

### Kindheit
Maria Lühr wurde am 2. April 1874 in Horsbüll, einem kleinen Ort an der Nordseeküste im Kreis Nordfriesland, Schleswig-Holstein als drittes von acht Geschwistern geboren. Sie wurde nach ihrer erstgeborenen Schwester benannt, die im Alter von neun Wochen starb. Das sechste Kind ihrer Eltern, Magda und der jüngste Bruder starben ebenfalls als Kleinkinder. Sie war die Tochter eines musikbegeisterten Pastors Wulf Friedrich August Lühr und Anna Friedrike, geb. Ottens. Ihrem Vater stand wenig Geld zur Verfügung. Er konnte seiner wissbegierigen Tochter deshalb keine höhere Schulbildung bieten. Am 1. April 1891 begann Maria im Alter von 16 Jahren eine Handarbeitslehre. Über Arbeitsstationen in Heide, Kreis Norderdithmarschen, Zwickau und Gotha gelangte sie zu ihrem zukünftigen Lebensort, Berlin und somit zum Lette-Verein. Sie schrieb: „Mein sehnlichster Wunsch war von früher Jugend auf, recht viel von der Welt zu sehen.“ Ihr hoch betagter Vater zog nach seiner Pensionierung zur letzten Lebensstation ebenfalls nach Berlin.

### Lehre
Maria Lühr besuchte 1899 einen Kurs im Lette-Verein „zur Förderung der Erwerbsfähigkeit des weiblichen Geschlechts“ und erlernte dort zunächst die Kunststickerei. Der 1866 von Wilhelm Adolf Lette in Berlin gegründete Lette-Verein plante eine Lehrabteilung für Buchbinden einzurichten. Maria Lühr sagte: „Die Leitung kam darauf eine Lehrabteilung für Buchbinden einzurichten, und lenkte mich nach dieser Richtung hin. Mir gefiel das Handwerk.“ Nach Rücksprache mit dem Vorstand, erklärte sich Maria Lühr bereit, das Buchbinderhandwerk zu erlernen. Nach mehrfachen Verhandlungen und durch Fürsprache der Protektorin des Lette-Vereins Kaiserin Friedrich, konnte der kaiserliche und königliche Hofbuchbinder Georg Collin seine Gesellenschaft überzeugen, eine Frau auszubilden. So konnte Maria Lühr 1899 ihre ersten eineinhalb Lehrjahre antreten. Der Kunsthistoriker und Bibliothekar Dr. Peter Jessen, der seit 1887 die Bibliothek des Kunstgewerbemuseum in Berlin leitete, vermittelte ihr eine einjährige Fortsetzung ihrer Buchbindelehre bei dem berühmten Buchbinder, Drucker und Künstler Thomas James Cobden-Sanderson in London, der sie in Lederband und Handvergoldung unterrichtete. Nach ihrer Rückkehr aus London hielt sich Maria Lühr im Sommer 1901 in Düsseldorf auf, um bei Carl und Hendrik Schultze die Lederschnitttechnik nach Hulbe zu erlernen. Sie blieb nur einen Monat, danach ging sie zu Meister Wilhelm Rauch nach Hamburg und legte nach weiterer Lerntätigkeit 1902 die Gesellenprüfung und noch im selben Jahr die Meisterprüfung vor der Berliner Gewerbekammer ab. Damit war Maria Lühr ab dem 9. Mai 1902 die erste Frau in Deutschland mit dem Meistertitel im Buchbinderhandwerk. 1902 richtete sie im Lette-Verein eine Klasse zur Ausbildung von Buchbinderinnen ein, die sie bis Oktober 1913 leitete. 1912 gründete sie zusammen mit Paul Kersten, Carl Sonntag jun., Otto Dorfner, Paul Adam und Bruno Scheer den „Jakob-Krauße-Bund“, eine buchkünstlerische Vereinigung, die sich der Bewahrung handwerklicher Traditionen verschrieb. Paul Kersten führte nach ihr die Klassen im Lette-Verein weiter. Neben ihrer Lehrtätigkeit bildete sie sich stetig weiter, unter anderem in Berlin bei Bruno Scheer im Restaurieren alter Einbände, für zwei Monate in Brüssel bei Meister Louis Jacobs, einem berühmten Vergolder. Sie suchte viele Werkstätten in anderen Ländern auf und studierte Werkstücke der Einbandkunst in Bibliotheken, etwa in Paris. Durch ihre vielen Reisen und ihre Wissbegierde avancierte sie zur Kunstbuchbinderin. Die erworbenen Englischkenntnisse und ihr Fachwissen erlaubten es ihr später, Douglas Cockerells Werk „Bookbinding and the Care of Books“ überzeugender zu übersetzen, als es Felix Hübel bei der ersten Auflage gelungen war.

## Werk
Im Oktober 1913 eröffnete sie ihre eigene Buchbinder-Werkstatt und Fachschule am Berliner Kurfürstendamm 225. In der Buchbinderwerkstatt und Fachschule wurden Schülerinnen in allen Bereichen der Buchbinderei gründlichst ausgebildet. In der Fachklasse wurden sie in dreijähriger Lehrzeit auf die Gesellenprüfung vor der Handwerkskammer vorbereitet. Maria Lühr wollte Frauen ermöglichen, den Meistertitel zu erwerben und Lehrlinge anzuleiten. Als Amateure erhielten neben Frauen auch Männer einen halbjährigen Unterricht, Bibliothekarinnen und Kinder zum ermäßigten Preisen. Außerdem wurde durch den Maler und Grafiker G. Tischler Zeichenunterricht erteilt und es fanden gesonderte Kurse für Marmorpapiere und Kleisterpapiere statt. Unterstützt wurde sie von ihrer Schülerin Helene von Stolzenberg, die sie zur Meisterin ausbildete. 1914 stellte sie auf der Bugra, der „internationalen Messe für Buch und Graphik“ in Leipzig aus. Die Bücher wurden im Auftrag von Frau Ida Schoeller-Düren für die Leipziger Bugra, Haus der Frau, Abteilung Sammlerinnen – angefertigt und nach eigenem Entwurf vergoldet. Ihre langjährige Mitarbeiterin Helene von Stolzenberg war dort ebenfalls mit eigenen Einbänden vertreten. Obwohl ihre Werkstatt weitestgehend von Bomben im 2. Weltkrieg verschont geblieben ist, sind eine überwiegende Anzahl ihrer vergoldenden Lederbände Kriegsverluste. 1912 war Maria Lühr Gründungsmitglied des Jakob-Krause-Bundes, mit dem sie unter anderem bei der Ausstellung „Deutsche Einbandkunst“ im Jahr 1921 ausstellte. Nach 1921 kam es zum Bruch zwischen dem Altmeister Paul Kersten und den jüngeren Meistern. Die Vereinigung Meister der Einbandkunst (mde) wurde gegründet, zu der auch Maria Lühr wechselte.

### Bund deutscher weiblicher Buchbindemeister
Im März 1918 versuchte Maria Lühr einen „Bund deutscher weiblicher Buchbindermeister“ zu gründen, um mit anderen Fachgenossinnen im Reich in Verbindung treten und Wissen austauschen zu können. 1918 gab es nur 12 weibliche Buchbinderinnen in Berlin. Doch die Zahlen waren zu gering und die Wirtschaftslage zu schwierig, sodass der Bund im Mai 1923 aufgelöst wurde. Die Buchbinderwerkstatt des Lette-Vereins schloss am 30. September 1937. In „Die Frau im Buchbinderhandwerk“ schrieb sie: „Diese Nachricht bewegt mich schmerzlich, da ich 11 Jahre meine ganze Kraft für den Aufbau und Weiterentwicklung dieser Anstalt eingesetzt habe.“

### Ehrendiplom zum 25-jährigen Meisterjubiläum
1927 erhielt Maria Lühr zum 25-jährigen Meisterjubiläum von der Handwerkskammer Berlin ein Ehrendiplom. Die Urkunde ist ein kulturelles Zeitdokument und seit einer Ausstellung im Historischen Archiv der Stiftung des Deutschen Technikmuseums in Berlin erhalten. Anlässlich ihres silbernen Meisterjubiläums, schrieb ihre langjährige Mitarbeiterin und Freundin Helene von Stolzenberg im Allgemeiner Anzeiger für Buchbindereien, 1927: „Mein Urteil über sie, das ich mir durch stille, gründliche Beobachtung erworben habe, bestand also drin, dass sie ein tüchtiger, ein kluger und ein durch und durch reiner Mensch wäre - einen trefferenden Ausdruck fand ich nie - nicht nur im Äußeren, sondern im Ganzen Wesen und all ihrem Tun.“
1938 feierte sie 25. Geschäftsjubiläum und 50 Jahre als Buchbinderin. 1950 erhielt der Kreis weiblicher Buchbindermeister und -gesellen in Deutschland den Namen „Maria-Lühr-Kreis“. 1951 nahm sie an der Drupa und am Verbandstag des Bundes Deutscher Buchbinder-Innungen in Düsseldorf teil und wurde zum Ehrenmitglied des „deutschen Buchbinderhandwerks“. 1952 erkrankte Maria Lühr und wurde in ein Berliner Krankenhaus eingeliefert. Vor ihrem goldenen Meisterjubiläum wurde ein Aufruf vom „Buchbinderinnenkreis“, dem Bund „Meister der Einbandkunst“, der „Buchbinder-Innung Berlin“, dem „Buchbinder-Verlag Max Hettler“ in Stuttgart sowie vom Dachverband des Bundes „Deutscher Buchbinder-Innungen“ gestartet: „Wir wollen unserer Altmeisterin und Ehrenmeisterin des Bundes das Leben im Krankenhaus erleichtern und dafür Sorge tragen, dass nach dem Verlassen des Krankenhauses durch einen Erholungsaufenthalt ihre Kräfte zurückkehren und sie uns noch lange erhalten bleibt.“ Der Aufruf hatte Erfolg.  In ihren letzten Jahren war Maria Lühr trotzdem an ihr Zimmer gefesselt, in dem „Allgemeiner Anzeiger für Buchbindereien“ schrieb sie mehrmals über ihre Tätigkeit als Buchbindemeisterin, den Beruf und ihre Einsamkeit. Ihre geistige Flexibilität bewahrte sie sich bis ins Hohe Alter. Maria Lühr starb 1969 in Berlin im Alter von 95 Jahren.

## Nachlass
Es lassen sich noch vereinzelt Einbände von Maria Lühr nachweisen. Im Klingspor Museum in Offenbach, im Gutenberg-Museum in Mainz, in der Deutschen Nationalbibliothek, im Lette-Verein, aber auch in der Bancroft Library, University of California, Berkeley sind Einbände erhalten. Sie sind bleibende Zeugnisse der Einbandkunst des 20. Jahrhunderts. Die Sammlungen im In- und Ausland belegen ihre herausragende Handwerkskunst als Kunst-Buchbinderin. Maria Lührs Wirken bleibt beispielhaft: Indem sie den Meistertitel errang, wurde der Bann gebrochen und die Leistungen von Frauen im Buchbinderhandwerk gewürdigt. Maria Lühr war eine Vorkämpferin für die Gleichberechtigung der Frau in diesem Berufsfeld.

## Auszeichnungen
- 1927: Ehrendiplom zum 25-jährigen Meisterjubiläum
- 1951: Ehrenmitglied des deutschen Buchbinderhandwerks

## Publikationen
- Die Herstellung selbstgefertigter Überzugpapiere (Buntpapiere): B.: Kleisterpapier. In: Der Buchbinderlehrling. Stuttgart (Bd. 1, 1927, Nr. 12: 91–94).
- Aus meinen Erinnerungen an Cobden-Sanderson † 7. September 1922. In: Philobiblon, Jg. 5 (1932), Heft 9, S. 331–338.